# Sooretamys
Sooretamys angouya is een knaagdier uit de Oryzomyini dat voorkomt in de vallei van de Río Marañón in de regenwouden van Zuid-Brazilië en nabijgelegen delen van Argentinië en Paraguay. Het is de enige soort van het geslacht Sooretamys. Deze soort wordt meestal tot Oryzomys gerekend, maar recent onderzoek suggereert dat S. angouya niet nauw verwant is aan Oryzomys zelf, maar in plaats daarvan behoort tot een grote groep (Clade D, zie rijstratten) van onder andere Holochilus en Nectomys. De verwantschappen van S. angouya binnen die groep zijn onduidelijk; een verwantschap met Cerradomys is gesuggereerd, maar er is weinig bewijsmateriaal voor. De geslachtsnaam Sooretamys is een combinatie van het Tupian (Indiaanse) woord sooretama voor het Atlantisch Woud, waar deze soort voorkomt.
De rugvacht is grijsbruinig, de buikvacht wit- of geelachtig, met een scherpe scheiding. De oren zijn kort. Bij het begin van de klauwen aan de achtervoet zitten kroontjes van haren. De zeer lange staart is donker van kleur.